# Ilse Vaessen
Ilse Vaessen (* 15. April 1986) ist eine niederländische Badmintonspielerin. 

## Karriere
Ilse Vaessen startete mit dem niederländischen Nationalteam im Uber Cup 2008 und wurde dort Mannschaftsfünfte. Bei den niederländischen Badmintonmeisterschaften 2008 gewann sie Silber, 2009 Gold. 2007 und 2008 belegte sie Rang zwei bei den Welsh International, 2010 und 2011 Platz zwei bei den Estonian International. 2012 siegte sie bei den Croatian International. 2007 nahm sie an den Badminton-Weltmeisterschaften teil, 2012 an den Europameisterschaften.